# Двосторонні сонячні панелі
Двосторонній сонячний елемент (Bifacial) — це фотоелектричний сонячний елемент, який може генерувати електричну енергію при освітленні обох своїх поверхонь, спереду або ззаду. Натомість односторонні сонячні елементи виробляють електричну енергію лише тоді, коли фотони потрапляють на їх лицьову сторону. Ефективність двосторонніх сонячних елементів, що визначається як відношення падаючої світлової потужності до генерованої електричної енергії, вимірюється незалежно для передньої та задньої поверхонь під опроміненням потужністю в одне або декілька "сонць" (1 сонце = 1000 Вт/м2). Коефіцієнт двосторонності (%) визначається як відношення коефіцієнтів ефективності спереду та ззаду, за умови однакового опромінення.
Двосторонні сонячні елементи та двосторонні сонячні панелі (що з них складаються), були винайдені та вперше виготовлені для космічного та земного застосування наприкінці 1970-х років, і стали основними технологіями сонячних елементів у 2010-х. Передбачається, що двосторонні сонячні панелі, займуть найбільшу частку ринку у виробників фотоелектричних сонячних елементів до 2030 року.

## Історія двосторонньої сонячної комірки

### Винахід і перші пристрої

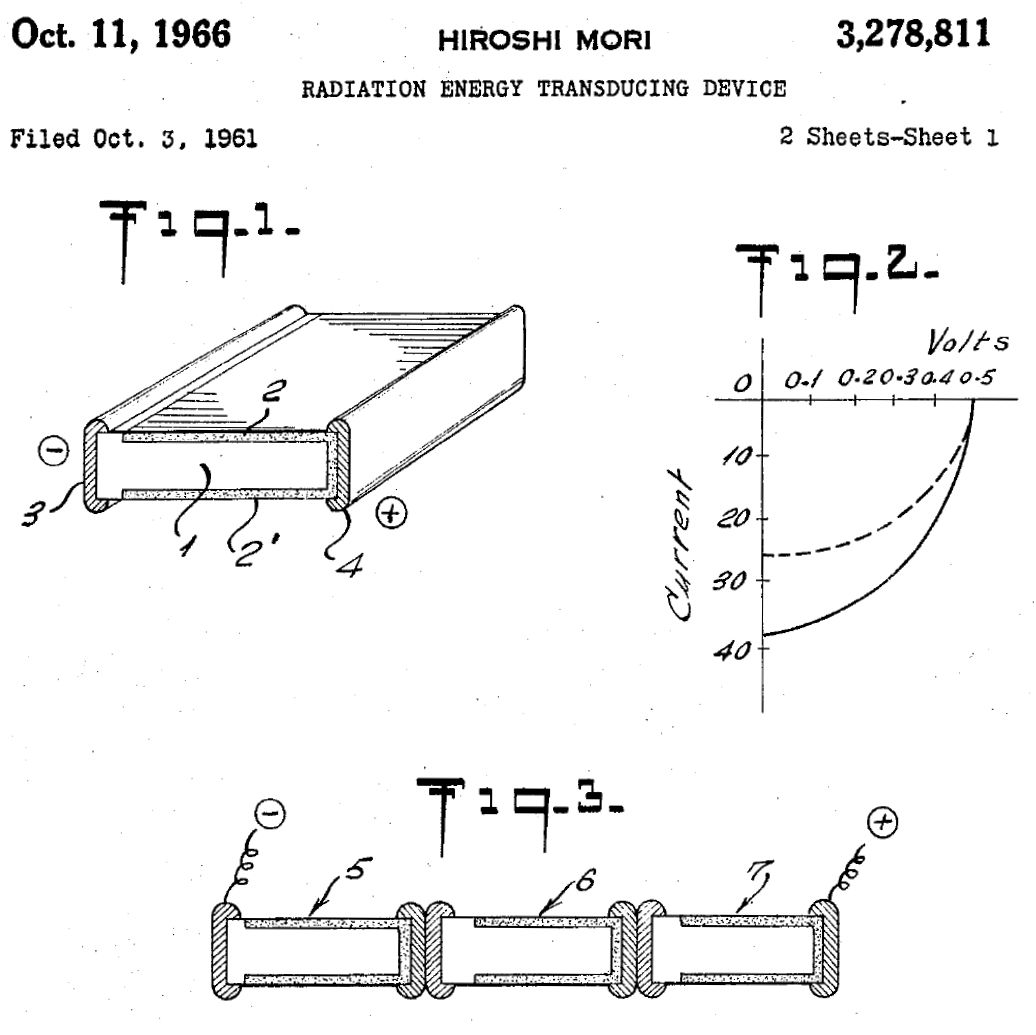
Перша сторінка патенту Морі 1966 р. На мал. 1. p-шари (2-2 '), покриті з трьох сторін кремнієм n-типу (1). Електроди на обох краях з'єднують області p (4) та n (3) з електричним колом. На мал. 3. комірки з'єднані послідовно

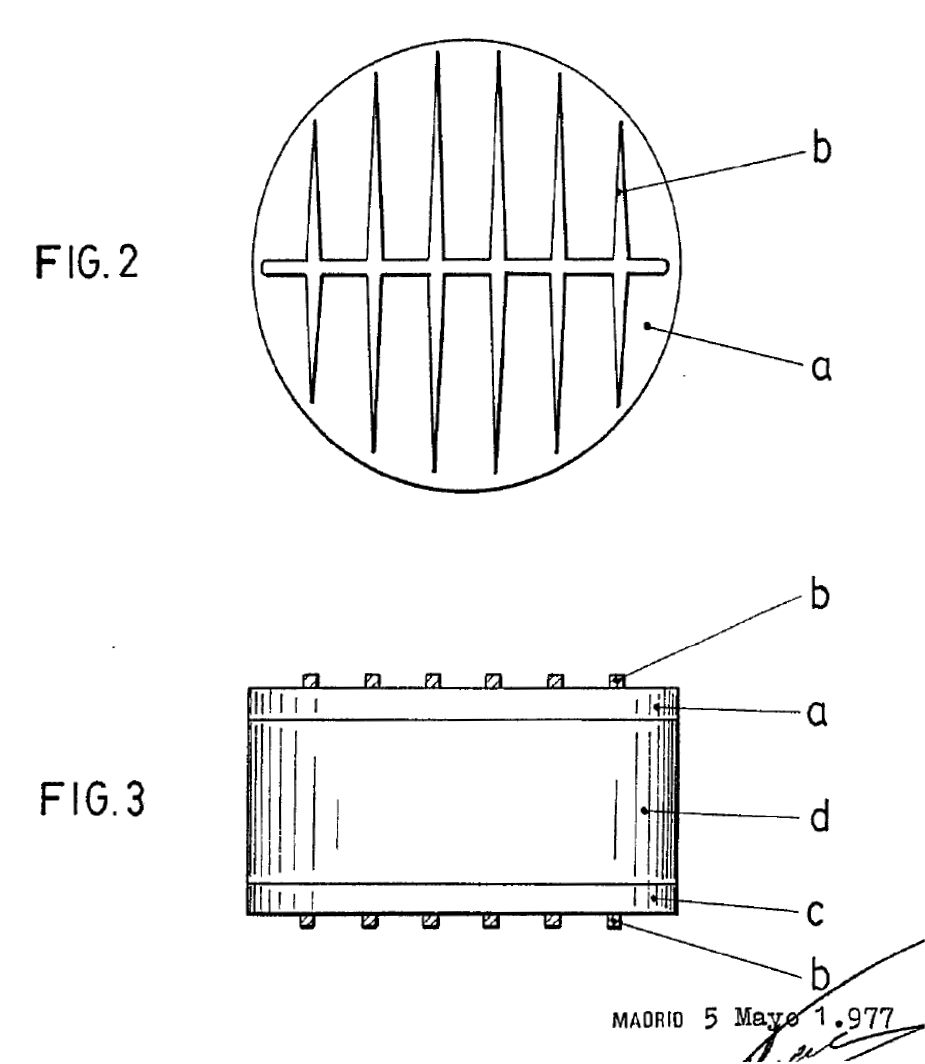
Креслення в патенті Луке ES458514A1 1978 року на двосторонню сонячну панель ^{npp +.} (а): шар типу n; (b): металеві сітки; (c): ^{шар p +} -типу; (d) пластини типу p

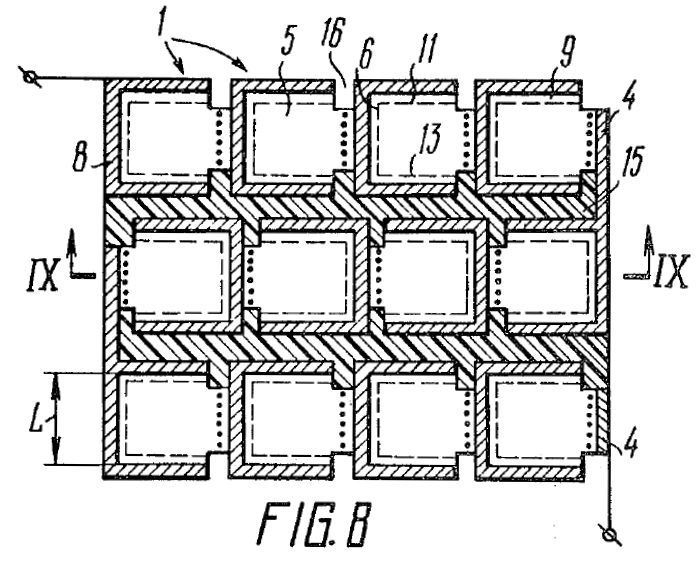
Креслення в патенті Бордіни 1976 року. Міліметричні паралеліпедичні двофазні сонячні елементи, з'єднані послідовно. У кожній міні-комірці підложка має р-тип. Пунктирними лініями є pn-переходи, а пунктирними лініями ізотип pp ^{+}. Діагонально смугасті лінії зліва направо — це металеві електроди, а діагонально смугасті лінії справа наліво — заповнювач ізолятора. 100 комірок/ см ^{2}.

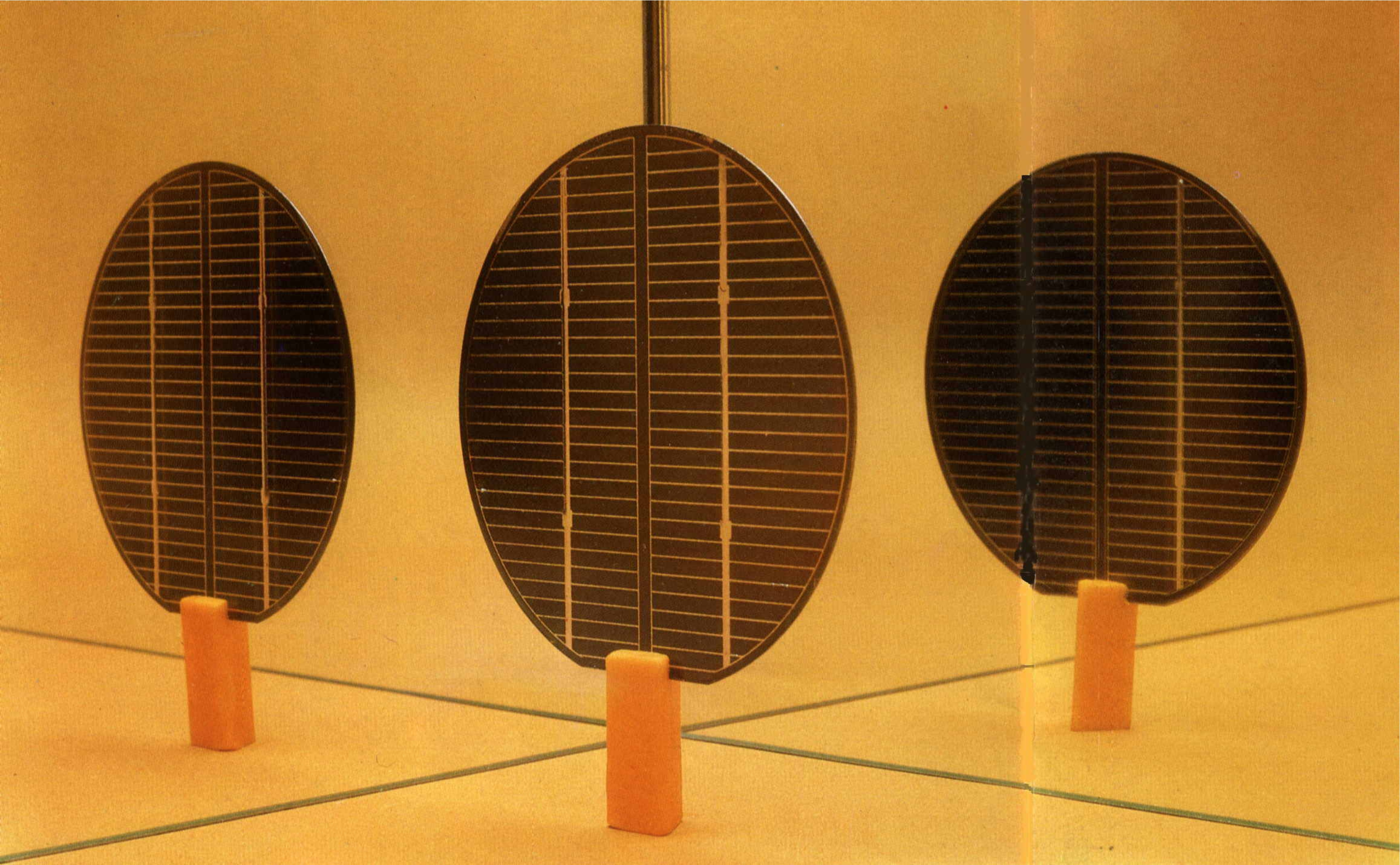
Перші двосторонні сонячні елементи на IES-UPM (кінець 1970-х). Єдині двосторонні комірки із задньою стороною, що відображається у дзеркальних стінах.

Вперше кремнієва сонячна комірка була запатентована у 1946 р. Расселом Олом, який працював в лабораторіях Bell, і вперше була публічно продемонстрована в тому ж дослідницькому закладі Фуллером, Чапіном та Пірсоном у 1954 р.; однак ці перші демонстрації були односторонніми і не були розроблені для активації задньої поверхні. Теоретично, перший запропонований двосторонній сонячний елемент згадується в японському патенті від 4 жовтня 1960 р. Хіросі Морі, коли він працював у компанії Hayakawa Denki Kogyo Kabushiki Kaisha (англійською мовою, Hayakawa Electric Industry Co. Ltd.), яка пізніше перетворилася на сучасну корпорацію Sharp.  Вищезгадана комірка була дво-перехідною структурою PNP з контактними електродами, прикріплених до двох протилежних країв.Тим не менше, перші демонстрації двосторонніх сонячних комірок та панелей  були проведені в космічній програмі Радянського Сюозу в низькоорбітальних військових космічних станціях Салют 3 (1974) і Салют 5 (1976) . Ці двосторонні сонячні елементи були розроблені та виготовлені у "ВНИИТ" (Всесоюзний науково-дослідний інститут джерел енергії) у Москві, який у 1975 році став російським виробником сонячних елементів KVANT. У 1974 р. ця команда подала патент у США, в якому комірки пропонувались у формі міні-паралелепіпедів максимального розміру 1ммх1ммх1мм, з'єднаних послідовно так, щоб було 100 комірок / см 2.  Як і в сучасних двосторонніх сонячних елементах, вони пропонували використовувати ізотипні переходи рр + впритул до однієї з світлочутливих поверхонь. У Салют 3 - невеликі експериментальні сонячні панелі із загальною поверхнею комірок 24 см 2 продемонстрував збільшення вироблення енергії за один супутниковий оборот завдяки альбедо Землі до 34% порівняно з односторонніми панелями того часу. Під час польоту космічної станції "Салют-5" було зафіксовано 17-45% приросту завдяки використанню двосторонніх панелей (0,48 м 2 - 40 Вт).  Одночасно з цим Російським дослідженням, з іншого боку Залізної завіси, Лабораторія напівпровідників при Школі телекомунікаційного машинобудування Мадридського технічного університету, очолювана професором Антоніо Луке, самостійно проводить широку дослідницьку програму, спрямовану на розвиток промислового виробництва двосторонніх сонячних елементів. Хоча патент Морі та прототипи космічних кораблів VNIIT-KVANT базувались на крихітних комірках без поверхневої металевої сітки і, отже, були складно взаємопов’язані, більше в стилі мікроелектронних пристроїв, які були на той час, Луке подасть два Іспанські патенти в 1976 і 1977 і один у США в 1977, які були попередниками сучасних двосторонніх сонячних елементів. Патенти Луке першими запропонували двосторонні сонячні елементи з однією коміркою на кремнієву пластину, як це було у випадку з односторонніми комірками, з металевими сітками на обох поверхнях.
У 1979 році Лабораторія напівпровідників стала Інститутом сонячної енергії (IES-UPM), який,  продовжував інтенсивні дослідження двосторонніх сонячних елементів аж до першого десятиліття 21 століття, з чудовими результатами. Наприклад, у 1994 р. двоє бразильських аспірантів в Інституті сонячної енергії Адріано Моелеке та Ізете Занеско разом з Луке розробили та виготовили двосторонній сонячний елемент, що генерував 18,1% спереду та 19,1% ззаду; рекордна двосторонність 103% (на той момент ефективність рекорду для односторонніх комірок була трохи нижче 22%).

### Прогрес до масового виробництва

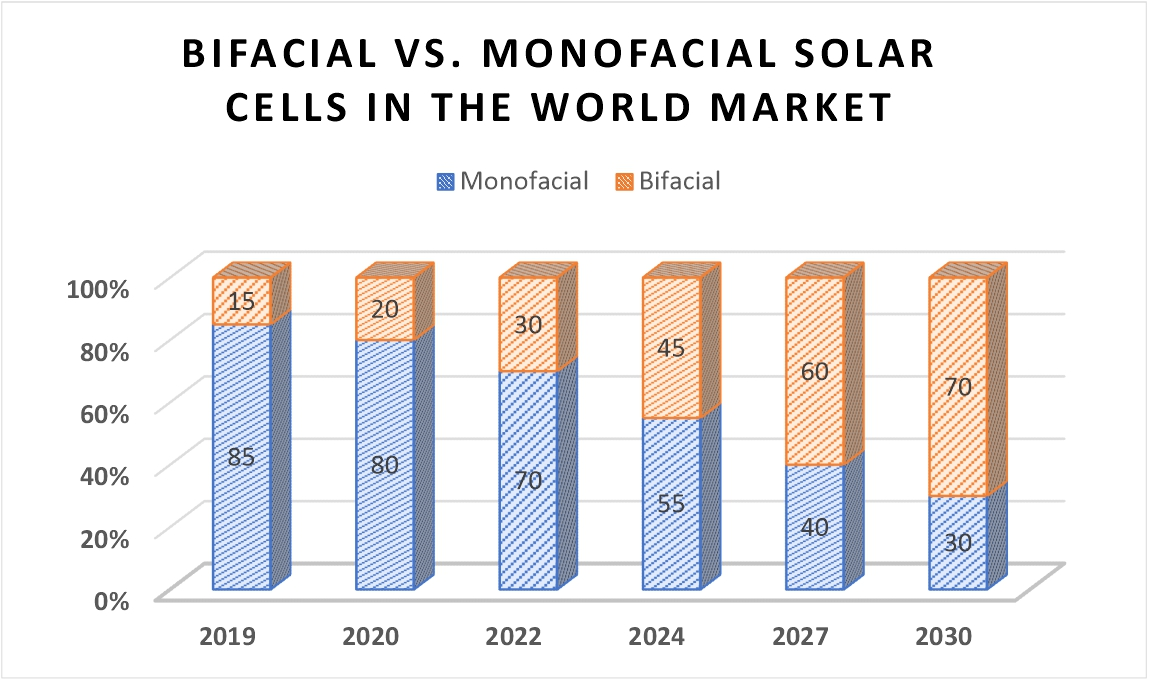
Прогноз світового ринку сонячних елементів відповідно до Міжнародної технологічної дорожньої карти для фотоелектрики (ITRPV) — 11-е видання, квітень 2020 р.

На зламі тисячоліть, шлях до промислового виробництва комірок та двосторонніх сонячних панелей почав знову прокидатися. У 2000 році японський виробник Hitachi опублікував результати своїх досліджень двосторонніх сонячних панелей з іншою транзиторною n + pn + коміркою з ефективністю 21,3% спереду та 19,8% ззаду.  До 2003 року Hitachi розробила технологію модулів, яка була ліцензована в 2006 році американською компанією Prism Solar [Архівовано 18 січня 2021 у Wayback Machine.]. У 2004 році команда на чолі з проф. Ендрю Блейкерс з Австралійського національного університету опублікувала свої перші результати щодо так званої технології Sliver BSC.  Пізніше технологія була передана Origin Energy, яка планувала масштабне виробництво для австралійського ринку у 2008 році, яке так і не відбулося, через ціновий тиск з боку Китайської промисловості.  У 2012 році Sanyo (пізніше придбана Panasonic ) успішно запускає промислове виробництво двосторонніх фотомодулів на основі своєї технології HIT ( гетероперехід з внутрішнім тонким шаром ). До 2010 р. ECN оприлюднює результати своїх досліджень двосторонніх сонячних панелей на основі класичного на той час B + p + nn + Back Surface Field.  Ця технологія, отримала назву n-PASHA, була передана провідному Китайському виробнику сонячних панелей Yingli у 2012 року, який почав їх комерційне виробництво під торговою маркою Panda. На той час Інглі був першим виробником сонячних панелей, який займав 10 % світових поставок, і цю передачу технологій за допомогою ECN, можна вважати важливою віхою в остаточному становленні двосторонніх сонячних панелей, коли технологію підхопили потужні Китайські виробники, які були відповідальні за різке зниження цін на сонячні панелі з початку 2010-х років.
До 2020 року в довіднику сонячних компаній ENF вказано 184 виробника двосторонніх сонячних панелей [Архівовано 21 січня 2021 у Wayback Machine.], і згідно з Міжнародною технологічною дорожньою картою для фотоелектрики [Архівовано 25 лютого 2021 у Wayback Machine.] вони займали 20% частки загального ринку сонячних панелей, і прогнозується, що ця частка зросте до 70 % у 2030 року. Оглядаючись назад на історію розвитку двосторонніх сонячних елементів, стає очевидним, що індустріалізація односторонніх сонячних панелей та розвиток на швидкозростаючого ринку був необхідною умовою, щоб двосторонні сонячні панелі стати наступним кроком у технологічному прогресі сонячних панелей.
Для збільшення максимальної ефективності двосторонніх сонячних панелей, в реальних умовах, необхідно дотримуватись певних правил встановлення.

## Сучасні двосторонні сонячні комірки
Кілька поглиблених оглядів двосторонніх сонячних комірок та їх технологічних елементів висвітлюють сучасний стан техніки. Вони підсумовують найпоширеніші конструкції, які зараз продаються, і надають огляд їх технологічних аспектів.

### Типи двосторонніх сонячних панелей на ринку
На даний момент на ринку фотоелектричних батарей доступні різні двосторонні сонячні панелі з різною архітектурою для своїх комірок.

#### PERT
- Ефективність: 19,5–22% (спереду), 17–19% (ззаду)
- Двосторонність: 80-90 %%
- Переважно виготовляється  (напр Yingli, Trina, LG ) на пластині c-Si n-типу через довший термін служби носія, ніж p-тип, та відсутність бору в матеріалі, дозволяє уникати деградації, спричиненої світлом (LID).

#### PERL
- ККД: 19,8% (спереду)
- Двосторонність: 80-90%
- В основному на основі пластини c-Si типу p
- Бор місцево дифузується в зони контакту з тильної сторони

#### PERC
- Ефективність: 19,4–21,2% (спереду), 16,7–18,1% (ззаду)
- Двосторонність: 70-80%
- Переважно виготовляється (напр JA Solar, LONGi, Trina ), наприклад, на пластині c-Si типу p

#### IBC
- Ефективність: 23,2%
- Двосторонність: 70-80%
- В основному на основі пластини c-Si типу n
- Немає контакту металевої сітки на лицьовій стороні

#### HIT
- Ефективність: 24,7%
- Двосторонність: 95-100%
- Здебільшого виготовляється (напр Panasonic, Hanergy ) на пластині c-Si типу n

### Технологічні аспекти
Кремнієві пластини традиційно використовувались як основа комірок, хоча пропонувались і перевірялись інші матеріали. Товщина основи істотно впливає на матеріальні витрати; більш тонкі пластини означають економію, але в той же час вони ускладнюють обробку та впливають на швидкість виробництва. Крім того, більш тонкі основи можуть підвищити ефективність завдяки зменшенню об'ємної рекомбінації.
У той час як односторонні сонячні панелі потребують лише однієї дифузійної стадії при формуванні свого єдиного pn-з'єднання, двосторонні сонячні комірки вимагають двох pn-з'єднань з різними добавками, що збільшує кількість високотемпературних процесів у виробництві, а отже, і їх вартість. Ко-дифузія - один із варіантів спрощення цього процесу, що полягає у попередньому осадженні та легуванні бору та фосфору з обох боків комірки одночасно. Інший економний варіант виробництва полягає у  побудові pn-переходів із застосуванням іонної імплантації замість дифузії.
Як і в односторонніх комірках, фронтальні контакти в комірках двосторонніх панелей в основному виконуються срібним трафаретним друком, який завдяки вмісту срібла стає одним із важливих елементів його витрат та збільшення вартості. Дослідження проводиться з метою заміни срібних контактів на мідні,, TCOS або алюмінієві. Однак найбільш реальним на сьогоднішній день рішенням, по зменшенню витрат на трафаретний друк - це зменшити товщину контактних дротів сонячної панелі.

## Параметри ефективності двосторонніх сонячних комірок
Ефективність двосторонніх сонячних комірок зазвичай визначається за допомогою незалежних вимірювань ефективності передньої та задньої сторін під однією освітленістю, інтенсивністю в одне "сонце". Іноді, також двосторонні сонячні панелі характеризується з використанням їх еквівалентної ефективності, визначеної як ефективність односторонньої панелі, здатної надавати ту саму потужність на одиницю площі, як двостороння панель при тих самих умовах випробування. Як варіант, еквівалентна ефективність була визначена як сума коефіцієнтів ефективності спереду та ззаду, виміряних відносною величиною опромінення з обох сторін.
Іншим пов'язаним параметром є фактор двосторонності, який визначається як співвідношення коефіцієнтів ефективності спереду та ззаду при освітленні та вимірюванні незалежно.
{\displaystyle Bifacialityfactor(\%)=\left[{\frac {\eta _{front}}{\eta _{rear}}}\right]\times 100}
Також специфічним для двосторонніх сонячних панелей є коефіцієнт розділення, який має намір виміряти ефект двобічного освітлення, передбачений Макінтошем та ін. в 1997 році, за допомогою якого електрична потужність двосторонньої сонячної панелі, що працює при двобічному освітленні, не обов'язково дорівнювала б сумі генерації спереду та ззаду, тобто це не просто лінійна комбінація оносторонніх характеристик:
{\displaystyle Separationrate(\%)=\left[{\frac {X_{front+rear}}{X_{front}+X_{rear}}}\right]\times 100}
Зазвичай X представляє один із характеристичних параметрів панелі, такий як струм короткого замикання J sc, пікова потужність P max або ефективність η. Крім того, для характеристики роботи двосторонньої сонячної панелі, при одночасному передньому та задньому опроміненні, коефіцієнт посилення опромінення, g, визначається як:
{\displaystyle g={\frac {G_{f}+G_{r}}{G_{f}}}} так що {\displaystyle x={\frac {G_{r}}{G_{f}}}=g-1}
і двосторонню ефективність 1.x можна визначити як ефективність, отриману при одночасному опроміненні певною величиною як лицьової сторони та x-кратною  величиною на тильній стороні. Тоді фактичний коефіцієнт посилення двосторонность по відношенню до односторонніх може бути виражений за допомогою коефіцієнта посилення, який є добутком коефіцієнта посилення опромінення g та двосторонньої ефективності 1.x.